# Tichon van Moskou

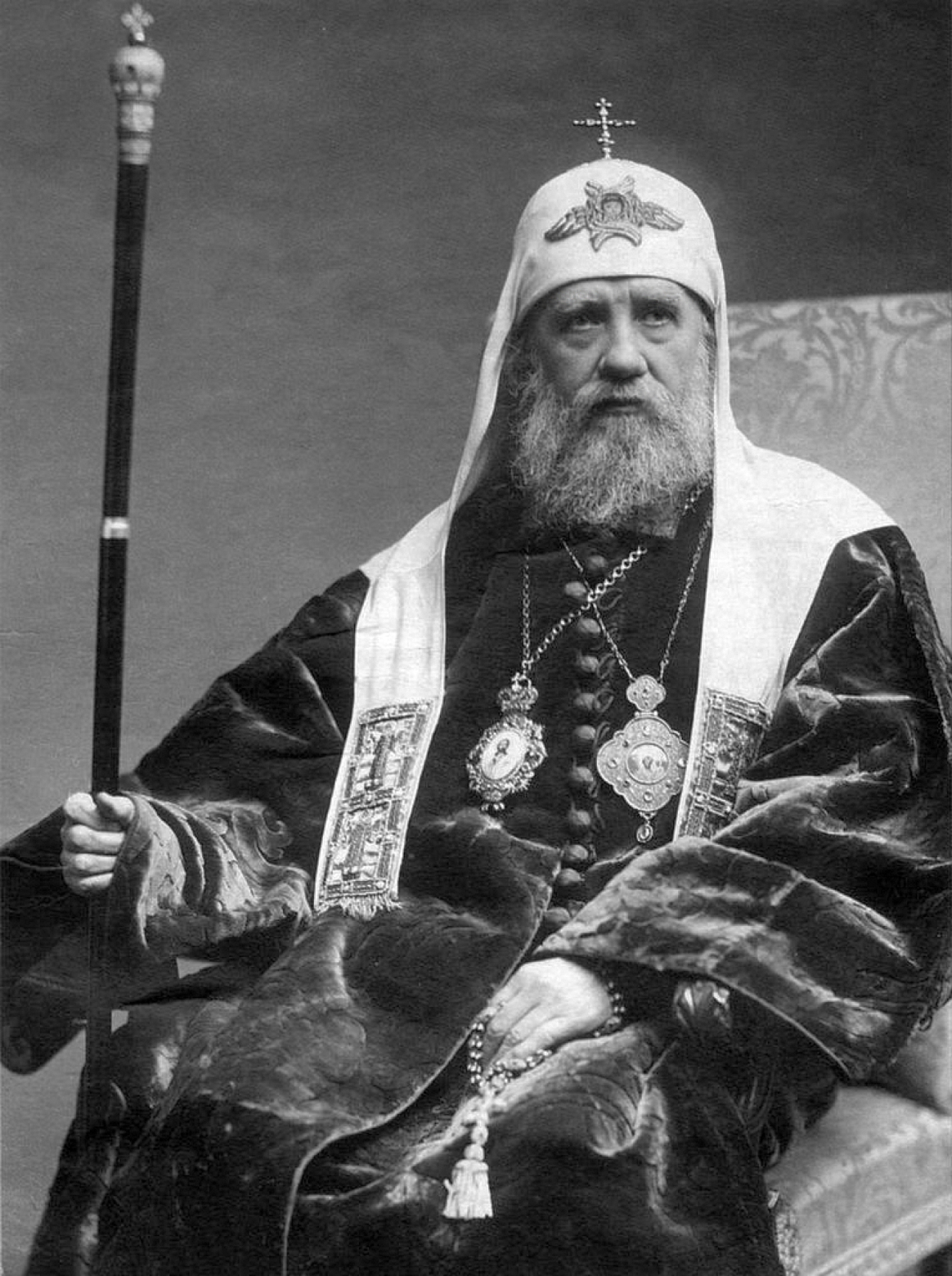
Tichon van Moskou

Tichon van Moskou (Russisch: Тихон), geboren als Vasili Ivanovitsj Bjelavin (Василий Иванович Белавин) (Taroptsa, 31 januari [O.S. 19 januari] 1865 – Moskou, 7 april [O.S. 25 maart] 1925) was een Russisch geestelijke en van 28 oktober 1917 tot 7 april 1925 de patriarch van Moskou (en geheel Rusland) en de primaat van de Russisch-orthodoxe Kerk.
Patriarch Tichon was de zoon van de Russisch-orthodoxe priester Ioan Bjelavin. Hij groeide op het platteland op. In 1871 begint hij zijn studies aan het bisschoppelijk college. Van 1878 tot 1883 studeerde hij theologie aan het Theologische Seminarie van Pskov. Hij blonk uit qua intelligentie en vroomheid, wat reeds zijn medestudenten opviel. Nadien studeerde hij aan de faculteit theologie van de Universiteit van Sint-Petersburg. Na het behalen van zijn kandidatuur in de theologie, wordt hij in 1888 professor moraaltheologie en dogmatische theologie aan het seminarie te Pskov. Op 14 december 1891 legde hij zijn kloostergeloften af, met de naam Tichon, ter gedachtenis van de H. Tichon van Zadonsk. Drie maanden later, na zijn priesterwijding, wordt Tichon benoemd tot inspecteur en daarna tot rector van het seminarie te Lublin in het Gouvernement Cholm. In 1897 werd hij tot bisschop van Lublin gewijd en een jaar later van de Aleoeten in Alaska (Alaska behoorde tot in de negentiende eeuw tot Rusland) en werd het hoofd van de Russisch-orthodoxe Kerk in Amerika. In 1905 werd hij verheven tot aartsbisschop. In 1907 werd hij bisschop van Jaroslav, in 1914 van Vilna en in 1917 werd hij metropoliet van Moskou.
Na de Februarirevolutie van 1917 deed tsaar Nicolaas II troonsafstand en trad daarmee tevens terug als hoofd van de Russisch-orthodoxe Kerk. Eindelijk na tweehonderd jaar was de Russisch-orthodoxe Kerk in staat om weer een patriarch te kiezen. Voorzitter van het concilie was metropoliet Tichon van Moskou.
De verkiezing van een nieuwe patriarch verliep volgens een van tevoren vastgestelde procedure. Eerst werden door een geheime stemming drie kandidaten gekozen. Als eerste metropoliet Sergij (Khaprovitski) van Kiev, als tweede metropoliet Arsenij (Stadnitskij) van Novgorod en als derde metropoliet Tichon (Bjelavin) van Moskou. Bij de stemming kreeg geen van de drie kandidaten de vereiste meerderheid. Uit deze drie kandidaten werd op 28 oktober 1917 uiteindelijk Tichon door het lot aangewezen omdat de 71-jarige bijna blinde priestermonnik Alexis (Solovjov) het stembiljet met de naam Tichon trok uit de urn met de namen van de drie kandidaten in de Christus Verlosserkathedraal.
De intronisatie vond plaats op 21 november 1917 in de Kathedraal van het Ontslapen van de Moeder Gods.
Na de communistische staatsgreep (Oktoberrevolutie) van 1917 werd de Russisch-orthodoxe Kerk systematisch tegengewerkt en werden gelovigen, priesters en geestelijken vervolgd. Na het uitbreken van een hongersnood in 1921 eiste de overheid de kerkelijke kostbaarheden op. Patriarch Tichon wilde deze wel afstaan buiten de gewijde voorwerpen die voor de eredienst werden gebruikt. De regering ging hier niet mee akkoord. Ondertussen werden in Petrograd en Moskou processen gevoerd tegen de geestelijkheid. Patriarch Tichon trad krachtig en moedig op tegen de communisten, maar werd in mei 1922 gearresteerd. Om de kerk geheel in haar macht te krijgen ondersteunde de regering een moderniserende beweging die de Levende Kerk genoemd wordt. Deze kerk zette meteen de patriarch en een aantal bisschoppen af. De Russisch-orthodoxe Kerk werd zo van twee kanten aangevallen, zowel door de atheïsten als door deze door de staat beschermde Levende Kerk. De plaatsvervanger van de patriarch was de door hem aangewezen locum tenens metropoliet Agafangel (Preobrazhenskij) van Jaroslav.
Patriarch Tichon werd op 27 juni 1923 weer vrij gelaten, onder internationale druk; voornamelijk vanuit de Verenigde Staten (hij bezat vanwege zijn eerder verblijf daar het Amerikaans staatsburgerschap) en nadat hij een stuk had ondertekend waarin hij in gematigde termen verklaarde dat de Russisch-orthodoxe Kerk zich niet met politiek zou inlaten. Hierna circuleerden er verklaringen van Tichon waarin hij zijn kudde opriep zich niet te verzetten tegen de communisten. Hij hoopte dat de wetteloosheid nu voorbij was en zocht naar manieren om de kerk te laten blijven voortbestaan ondanks het feit dat de regering atheïstisch was. Hij deed enkele concessies en bereikte dat de Levende Kerk haar macht verloor. Hij woonde in het Donskoj-klooster en werd steeds sterker gehinderd bij zijn werk. Zijn medewerkers werden gevangengenomen en zijn bediende de lekenbroeder Jakov Polozov werd op 23 december 1923 vermoord door inbrekers. De Tsjeka zorgde ervoor dat zijn brieven hun bestemming niet bereikten en dat nieuw gewijde bisschoppen hun diocesen niet konden bereiken door ze gevangen te nemen en naar de Goelag of in ballingschap te sturen. Sinds zijn gevangenschap was zijn gezondheid snel achteruit gegaan. Hij had hartaanvallen, chronische nefritis, sclerosis en astma en werd voor deze klachten op 12 januari 1925 opgenomen in een privékliniek, maar kwam niet echt tot rust door zijn werkzaamheden. Maar hij herstelt en celebreert nog een aantal malen. De regering had een "testament" opgesteld dat hij moest tekenen. Volgens dat "testament" zouden de geestelijken en de gelovigen van de regering de vrijheid van catechese en theologische scholing krijgen, als zij de Sovjetregering zouden erkennen en loyaal zouden zijn. Men beweert dat hij twee uur voor zijn overlijden dit "testament" ondertekend heeft. Velen twijfelden aan de aard van de handtekening en de echtheid van het document.
Tichon werd opgevolgd door patriarch Sergius I van Moskou.
Het staat vast dat Tichon tijdens zijn gevangenschap werd gemarteld. Op 25 maart (O.S.)/7 april 1925 overleed hij onder mysterieuze omstandigheden. Zijn dood op 60-jarige leeftijd leidde tot speculaties over een eventuele vergiftiging. Op 26 maart (O.S.)/8 april 1925 werd zijn "testament" bekendgemaakt. Op Palmzondag 12 april werd hij begraven in de winterkerk van het Donskoj-klooster.
Voor de val van het communisme in 1991 en het einde van de Sovjet-Unie, werd Tichon door de heilige synode van 9-11 oktober 1989, van de Russisch-orthodoxe kerk heilig verklaard. De Russisch-orthodoxe Kerk in het Buitenland had hem al heilig verklaard op 1 november 1981. Zijn feestdagen zijn op 25 maart (dag van zijn overlijden), 26 september (dag van zijn canonisatie) en 5 november, de dag van zijn verkiezing tot patriarch in 1917. Tevens wordt hij ook herdacht op de Synaxis van de Nieuwe Martelaren en Belijders van Rusland, gevierd op de zondag die het dichtst bij 25 januari ligt.